# Eutreta latipennis
Eutreta latipennis es una especie de insecto del género Eutreta de la familia Tephritidae del orden Diptera.

## Historia
Macquart la describió científicamente por primera vez en el año 1843.